# 希氏尾园蛛
希氏尾园蛛（学名：Arachnura higginsi）为园蛛科尾园蛛属的动物。分布于澳大利亚、塔斯马里亚、台湾岛等地。